# ¡Qué buena se puso Lola!
¡Qué buena se puso Lola! è una telenovela venezuelana in onda su RCTV per 140 episodi nel 2004. La sceneggiatura è opera di José Manuel Peláez ed ha come protagonisti Roxana Díaz Burgos e Jerónimo Gil, con la partecipazione di Flavia Gleske come antagonista.

## Cast
- Roxana Díaz Burgos: Dolores Estrella Santo
- Jerónimo Gil: Jorge Benavides Avellaneda
- Emma Rabbe: Argelia Leon
- Carlos Olivier: Fernando Estrada
- Roberto Mesutti: Oscar Aguirre
- Flavia Gleske: Dora Fabiana Estrada
- Leonardo Marrero: Amilcar Rincón
- Nacarid Escalona: Luisita Paz
- Carlos Guillermo Haydon: Julio Bravo
- Amanda Gutiérrez: Casta Benavides
- Juan Carlos Gardié: Romero Santos
- Rosario Prieto: Luz Elena Aguirre
- Luis Gerardo Núñez: Max Rodriguez
- Francis Rueda: Pura Avellaneda
- Haydee Balza: Denisse de la Iglesia
- Gioia Lombardini: Beatriz
- Raquel Castaños: Elisa Gonzalez de Santos
- Deyalit López: Xiomara Caballero
- Jesus Cervo: Fidias
- Manuel "Coko" Sosa: Romerito Santos
- Susej Vera: Amanda
- Yelena Maciel: Anita
- Lady Dayana Nuñez: Candida Santos
- Emerson Rondon: El Sapo
- Aracelli Prieto: Doña Flor
- Enrique Izquierdo: Comissario Ibarra
- Sebastian Falco: Celedonio
- Christian Bronstein: Ender Corredor
- Nathan Bronstein: Efren Corredor
- Ángela Hernández: Sabina
- Christina Dieckmann: Beauty Gift
- Wanda D'Isidoro: Mary Poppins